# Katastrofa lotu Airlines PNG 1600
Katastrofa lotu Airlines PNG 1600 wydarzyła się 13 października 2011 roku. Był to lot rozkładowy z miasta Lae do Madang, który obsługiwał Bombardier Q100 o znakach P2-MCJ. Samolot rozbił się około 20 kilometrów od miasta Madang przy ujściu rzeki Gogol, które znajduje się w prowincji o tej samej nazwie, na wschodnim wybrzeżu Papui-Nowej Gwinei. Spośród 32 osób na pokładzie, 28 zginęło, a cztery zostały ranne.
Około godziny 17:00 czasu lokalnego samolot zniknął z ekranu radaru, w tym czasie samolot znajdował się ok. 20 km na południe od portu lotniczego w Madang.

## Samolot
Samolot, który brał udział w zdarzeniu to Bombardier Dash 8 Q100 o znakach rejestracyjnych P2-MCJ. Samolot w swój pierwszy lot wzbił się w 1988 roku. 9 grudnia 1988 został dostarczony do linii Great China Airlines, w dniu 25 sierpnia 2003 roku został pozyskany przez Airlines PNG. Maszyna była napędzana przez dwa silniki turbośmigłowe Pratt & Whitney PW120A.

## Katastrofa
Samolot z 29 pasażerami oraz trzyosobową załogą uległ katastrofie podczas podejścia do lądowania na lotnisko w mieście Madang zabijając 28 osób. Okoliczni mieszkańcy mówili że w czasie katastrofy była intensywna burza. 

## Dochodzenie
Przyczyny katastrofy badała Komisja Śledcza wypadków lotniczych Papui-Nowej Gwinei. W ramach bezpieczeństwa linie lotnicze Airlines PNG postanowiły uziemić wszystkie 12 maszyn tego typu, do czasu wyjaśnienia katastrofy.
Przyczynami katastrofy, komisja uznała błąd pilotów oraz wada samolotu - Bombardier Dash 8 nie posiadał fizycznej blokady uniemożliwiającej przypadkowe przejście z trybu lotu w tryb Ground beta. Jednocześnie komisja w raporcie nakazała zainstalować fizyczną blokadę trybów we wszystkich samolotach Bombardier Dash 8. 

## Narodowości pasażerów i załogi
| Kraj              | Pasażerowie | Załoga | Razem |
| ----------------- | ----------- | ------ | ----- |
| Papua-Nowa Gwinea | 28          | 1      | 29    |
| Australia         | -           | 1      | 1     |
| Malezja           | 1           | -      | 1     |
| Nowa Zelandia     | -           | 1      | 1     |
| Razem             | 29          | 3      | 32    |